# In de schuur
In de schuur is een single van de Nederlandse rappers Snelle en Ronnie Flex uit 2020. Het stond in 2021 als zesde track op het album Lars van Snelle, waar het de derde single van was, na Smoorverliefd en Kleur.

## Achtergrond
In de schuur is geschreven door Arno Krabman, Ronell Plasschaert, Delano Ruitenbach, Lars Bos en Sander de Bie en geproduceerd door Arno Krabman en Jimmy Huru. Het is een nederhoplied waarin de rappers zingen over het verkrijgen van succes. De track is gemaakt om de volgende generatie te motiveren voor het waarmaken van hun dromen. Het is niet de eerste keer dat de rappers met elkaar samenwerken, waar zij eerder beiden hun bijdrage leverden aan het lied Venus van Frenna. De single heeft in Nederland de dubbelplatina status.
In de videoclip zijn de twee rappers te zien, Snelle als ijshockeyer en Ronnie Flex als producer. Naast de twee artiesten heeft de jonge boer Ayoub een rol in de muziekvideo. Hij was eerder in 2020 viral gegaan na een interview met NH Nieuws. In dit interview vertelde hij over zijn droom om boer te worden, maar dat hij zich daarin eerst niet gesteund voelde door zijn vrienden. Toch heeft hij deze droom achtervolgt, waardoor hij goed paste bij het thema van het lied.

## Hitnoteringen
De artiesten hadden succes met het lied in Nederland en bescheiden succes in België. In de Single Top 100 kwam het tot de tiende plaats en stond het 44 weken in de hitlijst. De piekpositie in de Nederlandse Top 40 was de twaalfde plaats in de twintig weken dat het in deze lijst te vinden was. De Vlaamse Ultratop 50 werd niet bereikt, maar het kwam tot de tweede plek van de Ultratip 100.